# Palazzo De Marco

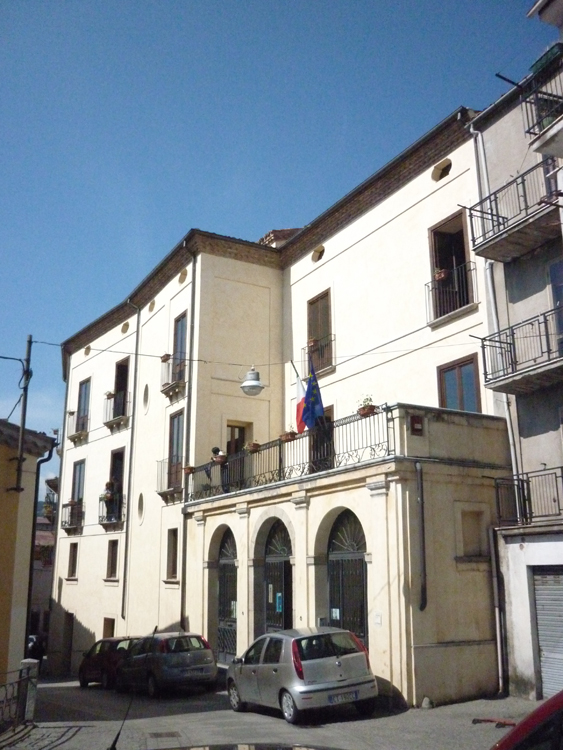
Palazzo De Marco in San Giovanni in Fiore

Der Palazzo De Marco ist ein Palast aus dem 18. Jahrhundert im historischen Zentrum von San Giovanni in Fiore in der italienischen Region Kalabrien. Er liegt in der Via Vallone, 20 und beherbergt das Sistema Bibliotecario Territoriale Silano, von wo aus die Bibliotheken von sieben calabresischen Gemeinden im Gebiet der Sila verwaltet werden. Auch die Gemeindebibliothek von San Giovanni in Fiore ist dort untergebracht.

## Beschreibung
Der Palazzo De Marco wurde in der zweiten Hälfte der 1990er-Jahre restauriert und ist heute einer der bedeutendsten historischen Paläste von San Giovanni in Fiore. Er liegt in der Nähe der Kirche Santa Maria delle Grazie an einer der ältesten Straßenverläufe der Gemeinde. Zu seinen Besonderheiten zählt der Eingang auf der Seite des Gebäudes, an einer Stelle, die frei von Vorderhäusern ist; dies macht den Palazzo De Marco aus architektonischer Sicht einzigartig unter den Adelspalästen der Gemeinde. Der Eingang ist imposant und besteht aus drei Rundbögen.
Der Palast hat drei Stockwerke, die vollständig renoviert wurden, nachdem der Palast in den 1960er-Jahren aufgelassen worden war. Diese Auflassung hat zu einem zunehmenden Verfall des Gebäudes geführt, der im Einsturz des Daches gipfelte.

## Das „Sistema Bibliotecario“
Der Palazzo De Marco beherbergt seit 7. August 2003 die Gemeindebibliothek von San Giovanni in Fiore, die bis dahin in anderen Gebäuden in der Gemeinde untergebracht war. Die heutige Bibliothek besteht aus etwa 20.000 Bänden, die sich über verschiedene Themengebiete erstrecken, mit spezialisierten Bereichen über das Sila-Gebirge und dessen Territorium im Allgemeinen. In der Gemeindebibliothek ist auch das historische Archiv der Gemeinde untergebracht. Darüber hinaus ist der Palazzo De Marco der Sitz des Sistema Bibliotecario Territoriale Silano, das die Bibliotheken von sieben Gemeinden in den Provinzen Cosenza und Crotone enthält: San Giovanni in Fiore, Castelsilano, Caccuri, Cerenzia, Santa Severina, Savelli und Spezzano Piccolo. Das System hat den Zweck, einem großen Gebiet in der Sila und in der Vor-Sila den Zugang zu Informationen und Dokumentationen der Archive der sieben Bibliotheken zu ermöglichen.